# Awards of the Japanese Academy
Gli Awards of the Japanese Academy (日本アカデミー賞?, Nippon Akademī-shō), detti anche Japan Academy Awards, sono premi cinematografici assegnati annualmente dalla Nippon Academy-shō Association. Istituiti nel 1978, rappresentano i più significativi riconoscimenti di questo genere in Giappone e sono da considerare la versione orientale degli Academy Awards.
Il premio, detto Japan Academy Prize, è una statuetta che misura 27x11×11 cm.

## Categorie

### Premi principali
- Miglior film (Best Film) (dal 1978)
- Miglior film d'animazione (Best Animation Film) (dal 2007)
- Miglior regista (Best Director) (dal 1978)
- Miglior sceneggiatura (Best Screenplay) (dal 1978)
- Miglior attore protagonista (Best Actor) (dal 1978)
- Miglior attrice protagonista (Best Actress) (dal 1978)
- Miglior attore non protagonista (Best Supporting Actor) (dal 1978)
- Miglior attrice non protagonista (Best Supporting Actress) (dal 1978)
- Miglior colonna sonora (Best Music Score) (dal 1978)
- Miglior fotografia (Best Cinematography) (dal 1978)
- (Best Lightning)
- Miglior scenografia (Best Art Direction) (dal 1978)
- (Best Sound)
- Miglior montaggio (Best Editing) (dal 1984)
- Miglior film in lingua straniera (Best Foreign Language Film) (dal 1978)

### Altri premi
- Miglior esordiente (Newcomer of the Year)
- Premio popolarità (Popularity Award)
- Premio speciale dell'Associazione (Special Award from the Association)
- Premio d'onore dell'Associazione (Special Award of Honour from the Association)
- Premio speciale del presidente (Special Award from the Chairman)

## Cerimonie
| Anno | Cerimonia     | Data        | Luogo                                                          | Presentatori                                         | Presentatori                       |
| Anno | Cerimonia     | Data        | Luogo                                                          | Uomini                                               | Donne                              |
| ---- | ------------- | ----------- | -------------------------------------------------------------- | ---------------------------------------------------- | ---------------------------------- |
| 1978 | 1ª edizione   | 6 aprile    | Teatro Imperiale (帝国劇場?, Teikoku Gekijō)                   | Masumi Okada (岡田眞澄?) Masaru Doi (土居 まさる?)   | -                                  |
| 1979 | 2ª edizione   | 7 aprile    | Keio Plaza Hotel (京王プラザホテル?, Keiō puraza hoteru)       | Akira Takarada (宝田 明?) Akihiko Hirata (平田昭彦?) | -                                  |
| 1980 | 3ª edizione   | 29 marzo    | Keio Plaza Hotel (京王プラザホテル?, Keiō puraza hoteru)       | Shingo Yamashiro (山城 新伍?)                        | -                                  |
| 1981 | 4ª edizione   | 12 febbraio | Tokyo Prince Hotel (東京プリンスホテル?)                       | Shingo Yamashiro (山城 新伍?)                        | -                                  |
| 1982 | 5ª edizione   | 18 febbraio | Tokyo Prince Hotel (東京プリンスホテル?)                       | Shingo Yamashiro (山城 新伍?)                        | -                                  |
| 1983 | 6ª edizione   | 17 febbraio | Tokyo Prince Hotel (東京プリンスホテル?)                       | Shingo Yamashiro (山城 新伍?)                        | Eri Ishida (石田 えり?)            |
| 1984 | 7ª edizione   | 16 febbraio | Tokyo Prince Hotel (東京プリンスホテル?)                       | Frankie Sakai (フランキー堺?)                        | Ayako Sawada (沢田亜矢子?)         |
| 1985 | 8ª edizione   | 21 febbraio | Tokyo Prince Hotel (東京プリンスホテル?)                       | Tetsuya Takeda (武田 鉄矢?)                          | Miki Takakura (高倉 美貴?)         |
| 1986 | 9ª edizione   | 20 febbraio | Tokyo Prince Hotel (東京プリンスホテル?)                       | Tetsuya Takeda (武田 鉄矢?)                          | Fumi Dan (檀ふみ?)                 |
| 1987 | 10ª edizione  | 19 febbraio | Tokyo Prince Hotel (東京プリンスホテル?)                       | Tetsuya Takeda (武田 鉄矢?)                          | Yūko Natori (名取裕子?)            |
| 1988 | 11ª edizione  | 18 febbraio | Tokyo Prince Hotel (東京プリンスホテル?)                       | Tetsuya Takeda (武田 鉄矢?)                          | Yuki Saitō (斉藤由貴?)             |
| 1989 | 12ª edizione  | 17 marzo    | Tokyo Prince Hotel (東京プリンスホテル?)                       | Tetsuya Takeda (武田 鉄矢?)                          | Rino Katase (かたせ梨乃?)          |
| 1990 | 13ª edizione  | 23 febbraio | Tokyo Prince Hotel (東京プリンスホテル?)                       | Toshiyuki Nishida (西田敏行?)                        | Yōko Shimada (島田陽子?)           |
| 1991 | 14ª edizione  | 22 marzo    | Tokyo Prince Hotel (東京プリンスホテル?)                       | Tadao Takashima (高島 忠夫?)                         | Yūko Kotegawa (古手川祐子?)        |
| 1992 | 15ª edizione  | 20 marzo    | Kyoto International Conference Center (国立京都国際会館?)      | Tadao Takashima (高島 忠夫?)                         | Yoshiko Tanaka (田中 好子?)        |
| 1993 | 16ª edizione  | 19 marzo    | Grand Prince Hotel New Tanakawa (グランドプリンスホテル新高輪) | Tadao Takashima (高島 忠夫?)                         | Keiko Matsuzaka (松坂 慶子?)       |
| 1994 | 17ª edizione  | 17 marzo    | Grand Prince Hotel New Tanakawa (グランドプリンスホテル新高輪) | Tadao Takashima (高島 忠夫?)                         | Yoko Minamino (南野 陽子?)         |
| 1995 | 18ª edizione  | 18 marzo    | Kyoto International Conference Center (国立京都国際会館?)      | Tadao Takashima (高島 忠夫?)                         | Yoshiko Mita (三田佳子?)           |
| 1996 | 19ª edizione  | 23 marzo    | Pacifico Yokohama (パシフィコ横浜?)                            | Toshiyuki Nishida (西田敏行?)                        | Rino Katase (かたせ梨乃?)          |
| 1997 | 20ª edizione  | 29 marzo    | Tokyo International Forum (東京国際フォーラム?)                | Toshiyuki Nishida (西田敏行?)                        | Ayumi Ishida (いしだ あゆみ?)      |
| 1998 | 21ª edizione  | 6 marzo     | Grand Prince Hotel New Tanakawa (グランドプリンスホテル新高輪) | Hiroshi Sekiguchi (関口宏?)                          | Yūko Asano (浅野 ゆう子?)          |
| 1999 | 22ª edizione  | 12 marzo    | Grand Prince Hotel New Tanakawa (グランドプリンスホテル新高輪) | Hiroshi Sekiguchi (関口宏?)                          | Hitomi Kuroki (黒木 瞳?)           |
| 2000 | 23ª edizione  | 10 marzo    | Grand Prince Hotel New Tanakawa (グランドプリンスホテル新高輪) | Hiroshi Sekiguchi (関口宏?)                          | Mieko Harada (原田美枝子?)         |
| 2001 | 24ª edizione  | 9 marzo     | Grand Prince Hotel New Tanakawa (グランドプリンスホテル新高輪) | Hiroshi Sekiguchi (関口宏?)                          | Shinobu Otake (大竹しのぶ?)        |
| 2002 | 25ª edizione  | 8 marzo     | Grand Prince Hotel New Tanakawa (グランドプリンスホテル新高輪) | Hiroshi Sekiguchi (関口宏?)                          | Sayuri Yoshinaga (吉永小百合?)     |
| 2003 | 26ª edizione  | 7 marzo     | Grand Prince Hotel New Tanakawa (グランドプリンスホテル新高輪) | Hiroshi Sekiguchi (関口宏?)                          | Keiko Kishi (岸 惠子?)             |
| 2004 | 27ª edizione  | 20 febbraio | Grand Prince Hotel New Tanakawa (グランドプリンスホテル新高輪) | Hiroshi Sekiguchi (関口宏?)                          | Rie Miyazawa (宮沢 りえ?)          |
| 2005 | 28ª edizione  | 18 febbraio | Grand Prince Hotel New Tanakawa (グランドプリンスホテル新高輪) | Hiroshi Sekiguchi (関口宏?)                          | Shinobu Terajima (寺島しのぶ?)     |
| 2006 | 29ª edizione  | 3 marzo     | Grand Prince Hotel New Tanakawa (グランドプリンスホテル新高輪) | Hiroshi Sekiguchi (関口宏?)                          | Kyōka Suzuki (鈴木京香?)           |
| 2007 | 30ª edizione  | 16 febbraio | Grand Prince Hotel New Tanakawa (グランドプリンスホテル新高輪) | Hiroshi Sekiguchi (関口宏?)                          | Sayuri Yoshinaga (吉永小百合?)     |
| 2008 | 31ª edizione  | 15 febbraio | Grand Prince Hotel New Tanakawa (グランドプリンスホテル新高輪) | Hiroshi Sekiguchi (関口宏?)                          | Miki Nakatani (中谷美紀?)          |
| 2009 | 32ª edizione  | 20 febbraio | Grand Prince Hotel New Tanakawa (グランドプリンスホテル新高輪) | Hiroshi Sekiguchi (関口宏?)                          | Kirin Kiki (樹木希林?)             |
| 2010 | 33ª edizione  | 5 marzo     | Grand Prince Hotel New Tanakawa (グランドプリンスホテル新高輪) | Tsutomu Sekine (関根勤?)                             | Tae Kimura (木村多江?)             |
| 2011 | 34ª edizione  | 18 febbraio | Grand Prince Hotel New Tanakawa (グランドプリンスホテル新高輪) | Tsutomu Sekine (関根勤?)                             | Takako Matsu (松たか子?)           |
| 2012 | 35ª edizione  | 2 marzo     | Grand Prince Hotel New Tanakawa (グランドプリンスホテル新高輪) | Tsutomu Sekine (関根勤?)                             | Eri Fukatsu (深津絵里?)            |
| 2013 | 36ª edizione  | 8 marzo     | Grand Prince Hotel New Tanakawa (グランドプリンスホテル新高輪) | Tsutomu Sekine (関根勤?)                             | Mao Inoue (井上真央?)              |
| 2014 | 37ª edizione  | 7 marzo     | Grand Prince Hotel New Tanakawa (グランドプリンスホテル新高輪) | Toshiyuki Nishida (西田敏行?)                        | Kirin Kiki                         |
| 2015 | 38ª edizione  | 27 febbraio | Grand Prince Hotel New Tanakawa (グランドプリンスホテル新高輪) | Toshiyuki Nishida (西田敏行?)                        | Yōko Maki (真木よう子?)            |
| 2016 | 39ª edizione  | 4 marzo     | Grand Prince Hotel New Tanakawa (グランドプリンスホテル新高輪) | Toshiyuki Nishida (西田敏行?)                        | Rie Miyazawa                       |
| 2017 | 40ª edizione  | 3 marzo     | Grand Prince Hotel New Tanakawa (グランドプリンスホテル新高輪) | Toshiyuki Nishida (西田敏行?)                        | Sakura Andō (安藤サクラ?)          |
| 2018 | 41ª edizione  | 2 marzo     | Grand Prince Hotel New Tanakawa (グランドプリンスホテル新高輪) | Toshiyuki Nishida (西田敏行?)                        | Rie Miyazawa                       |
| 2019 | 42ª edizionee | 1 marzo     | Grand Prince Hotel New Tanakawa (グランドプリンスホテル新高輪) | Toshiyuki Nishida (西田敏行?)                        | Yū Aoi                             |
| 2020 | 43ª edizione  | 6 marzo     | Grand Prince Hotel New Tanakawa (グランドプリンスホテル新高輪) | Shinichi Hatori (羽鳥慎一?)                          | Sakura Andō                        |
| 2021 | 44ª edizione  | 19 marzo    | Grand Prince Hotel New Tanakawa (グランドプリンスホテル新高輪) | Shinichi Hatori (羽鳥慎一?)                          | Shim Eun-kyung (シム・ウンギョン?) |
| 2022 | 45ª edizione  | 11 marzo    | Grand Prince Hotel New Tanakawa (グランドプリンスホテル新高輪) | Shinichi Hatori (羽鳥慎一?)                          | Masami Nagasawa (長澤 まさみ?)     |
| 2023 | 46ª edizione  | 10 marzo    | Grand Prince Hotel New Tanakawa (グランドプリンスホテル新高輪) | Shinichi Hatori (羽鳥慎一?)                          | Kasumi Arimura (有村 架純?)        |